# Proacidalia methana
Proacidalia methana är en fjärilsart som beskrevs av Hans Fruhstorfer 1908. Proacidalia methana ingår i släktet Proacidalia och familjen praktfjärilar. Inga underarter finns listade i Catalogue of Life.